# カーボン郡 (ユタ州)
カーボン郡（英: Carbon County）は、アメリカ合衆国ユタ州の中部東寄りに位置する郡である。2010年国勢調査での人口は21,403人であり、2000年の20,422人から4.8%増加した。郡庁所在地はプライス市（人口8,715人）であり、同郡で人口最大の都市でもある。1894年に設立され、郡名は地域に豊富にある石炭埋蔵量に因んで名付けられた。カーボン郡はユタ州で2番目に天然ガス生産量が多い郡であり、2008年では94億立方フィート (2.7億 m3) を生産した（第1位はユインタ郡）。
カーボン郡の全体がプライス小都市圏を構成している。

## 歴史
カーボン郡は1894年に設立され、地域にある石炭埋蔵量に因んで郡名が付けられた。
カーボン郡から過去にユタ州知事が一人出た。すなわち第9代のJ・ブラッケン・リー（1899年 - 1996年、在任1949年 - 1957年）である。リーは1935年から1947年までプライス市長を、さらに1959年から1971年までソルトレイク市長も務めた。

## 地理

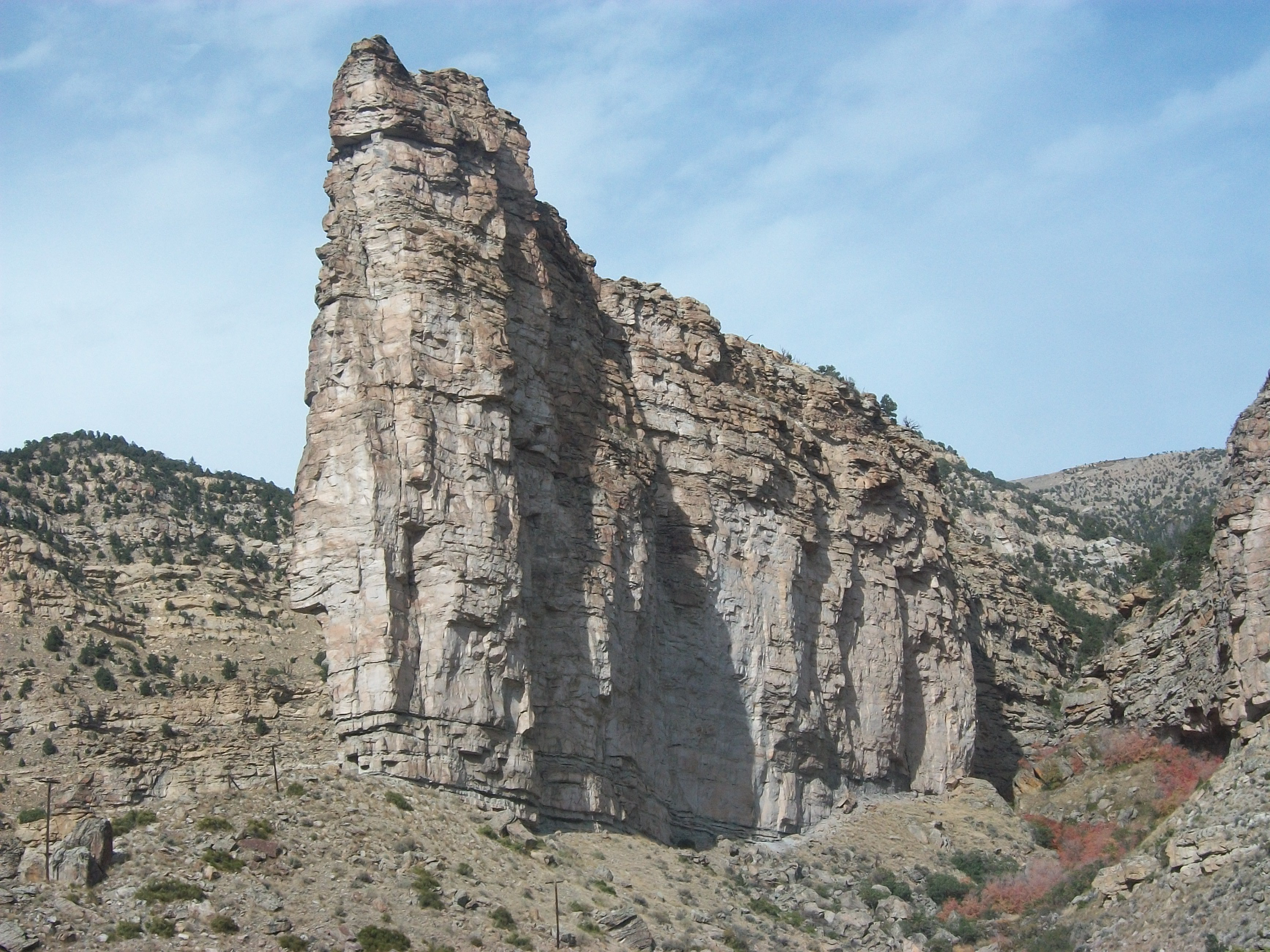
カーボン郡にある奇岩

アメリカ合衆国国勢調査局に拠れば、郡域全面積は1,485平方マイル (3,846.1 km2)であり、このうち陸地は1,478平方マイル (3,828.0 km2)、水域は6平方マイル (15.5 km2)で水域率は0.41％である。

### 隣接する郡
- ユタ郡 北西
- ドゥーシェイン郡 北
- エメリー郡 南
- ユインタ郡 東
- サンピート郡 西
- グランド郡 南東

### 国立保護地域
- マンティ国立の森（部分）

### 政治
カーボン郡は昔からブルーカラーの住人がかなり居り、共和党の強い地盤であるユタ州の中では民主党を支持する郡となってきた。1992年と1996年のアメリカ合衆国大統領選挙でも、民主党のビル・クリントンが大差で郡を制した。州全体での選挙でも民主党を劣らず支持している。1964年の州知事選挙では民主党候補であるスチュワート・ハンソンが共和党候補のマイケル・リービットを破ったことでは、州内ただ2つの郡の1つだった（他の1つはサミット郡）。
しかし、最近では接戦を演じる郡になってきている。2000年と2004年の大統領選挙はジョージ・W・ブッシュを勝たせ、一方知事選挙では民主党候補を勝たせた。2008年の大統領選挙では、ジョン・マケインが得票率52.60％を獲得し、44.59％のバラク・オバマを制した。

## 人口動態
以下は2010年国勢調査による人口統計データである。
| 基礎データ - 人口: 21,403人 - 世帯数: 7,978 世帯 - 家族数: 5,587 家族 - 人口密度: 5.59人/km2（14.48人/mi2） - 住居数: 9,551軒 - 住居密度: 2.49軒/km2（6.46軒/mi2） 人種別人口構成 - 白人: 92.31% - アフリカン・アメリカン: 0.43% - ネイティブ・アメリカン: 1.18% - アジア人: 0.58% - 太平洋諸島系: 0.01% - その他の人種: 3.03% - 混血: 2.36% - ヒスパニック・ラテン系: 12.42% | 年齢別人口構成 - 20歳未満: 30.41% - 20-24歳: 6.82% - 25-44歳: 23.73% - 45-64歳: 25.48% - 65歳以上: 13.56% - 年齢の中央値: 34.4歳 - 性比（女性100人あたり男性の人口） - 総人口: 98.40 - 18歳以上: 96.88 世帯と家族（対世帯数） - 18歳未満の子供がいる: 30.16% - 結婚・同居している夫婦: 54.50% - 未婚・離婚・死別女性が世帯主: 10.65% - 非家族世帯: 29.97% - 単身世帯: 25.50% - 65歳以上の老人1人暮らし: 11.07% - 平均構成人数 - 世帯: 2.61人 - 家族: 3.14人 |

## 都市と町

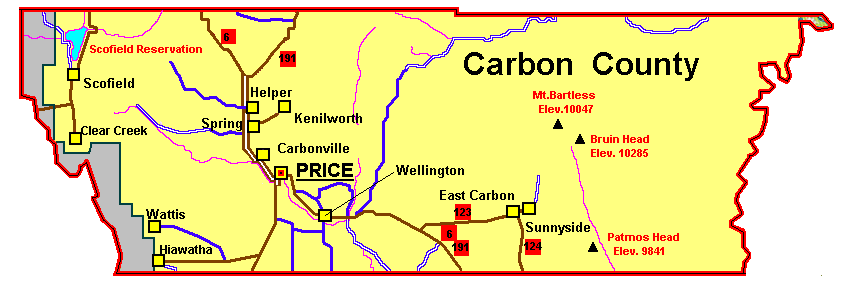
郡内の詳細

- プライス - 郡庁所在地
- クリアクリーク
- イーストカーボン
- ヘルパー
- ハイアワサ（ゴーストタウン）
- ケニルワース
- スコフィールド
- サニーサイド
- ウェリントン